# 日置忠勝
日置 忠勝（へき ただかつ、天文11年（1542年） - 天正18年7月25日（1590年8月24日））は、戦国時代から安土桃山時代の武将、池田家の重臣。
父は池田家家老日置真斎。正室は今枝忠光の娘。子は日置忠俊、今枝清六、日置忠成、日置内蔵助、今枝直恒、日置由成。通称は猪右衛門。

## 生涯
天文11年（1542年）、日置真斎の子として生まれる。天正11年（1583年）、主君池田恒興が美濃大垣城主となると、知行4500石を賜り、尾浦城を預けられた。天正12年（1584年）、小牧・長久手の戦いに出陣する。天正18年（1590年）、小田原征伐で豊臣秀吉に同行して小田原に向かう途中、遠江国荒井（現・静岡県湖西市）で病没した。享年49。家督は嫡男の忠俊が相続した。五男の直恒は母方の伯父で前田家家老の今枝重直の養子となった。